# Elisabeth Olin
Elisabeth Olin (født 1740, død 1828) var en svensk operasanger, den første indfødte opera-primadonna i Sverige. Hun var også komponist.
Elisabet Olin var et teaterbarn; faderen, Petter Lillström, var musiker, og moderen, Elisabeth Söderman, tilhørte den første gruppe svenske skuespillere, som optrådte på scenen i Bollhuset i Stockholm. Selv debuterede hun som barn i 1747, og efter at den svenske skuspillertrup blev afskediget i 1753, blev hun kendt som koncertsanger i Stockholm. I 1768 udgav hun også sin egen komposition. 
I 1773 spillede hun hovedrollen sammen med Carl Stenborg, hendes elsker, i den berømte opera "Thetis og Phelée", som ofte regnes som den første opera på det svenske sprog; samme år grundlagde kong Gustav III den svenske nationalscene, operaen. Hun blev i 1773 som en af de første udnævnt til hovsångerska af kongen, og i 1782 den første kvinde indvalgt i det musikaliske akademi. 
Elisabet Olin var den nationale operas primadonna til 1784, da hun tog sin afsked. 
Hun var i 1760 blevet gift med den kongelige sekretær Olin, og et af hendes børn, Betty Olin eller Elisabeth Olin den Yngre, blev også operasanger og turnerede 1793-1795 i Norge og Danmark.